# Список ректоров Белорусского государственного университета
Список ректоров Белорусского государственного университета
- 1921—1929: Владимир Иванович Пичета
- 1929—1931: Иосиф Петрович Кореневский
- 1931—1933: Иван Федотович Ермаков
- 1934—1935: Ананий Иванович Дьяков
- 1936—1937: и. о. Алексей Степанович Кучинский
- 1937: Никифор Михайлович Бладыко
- 1937—1938: и. о. Онуфрий Несторович Андрющенко
- 1938: Владимир Степанович Бобровницкий
- 1938—1946: Парфён Петрович Савицкий
- 1946—1949: Владимир Антонович Томашевич
- 1949—1952: Иван Саввич Чимбург
- 1952—1957: Константин Игнатьевич Лукашёв
- 1957—1972: Антон Никифорович Севченко
- 1972—1978: Всеволод Михайлович Сикорский
- 1978—1983: Владимир Алексеевич Белый
- 1983—1990: Леонид Иванович Киселевский
- 1990—1995: Фёдор Николаевич Капуцкий
- 1996—2003: Александр Владиславович Козулин
- 2003—2008: Василий Иванович Стражев
- 2008—2017: Сергей Владимирович Абламейко
- 2017—наше время: Андрей Дмитриевич Король[1]